# Bisbat de Sioux City

Escut de la diòcesi

El bisbat de Sioux City (alemany: Diocese of Sioux City, llatí: Dioecesis Siopolitana) és una seu de l'Església Catòlica als Estats Units, sufragània de l'arquebisbat de Dubuque. El 2014 tenia 100.300 batejats sobre una població de 502.800 habitants. Actualment està regida pel bisbe Ralph Walker Nickless.

## Territori
La diòcesi comprèn la part nord-occidental de l'estat d'Iowa; i comprèn 24 comptats: Boone, Buena Vista, Calhoun, Carroll, Cherokee, Clay, Crawford, Dickinson, Emmet, Greene, Humboldt, Ida, Kossuth, Lyon, Monona, O'Brien, Osceola, Palo Alto, Plymouth, Pocahontas, Sac, Sioux, Webster i Woodbury.
La seu episcopal és la ciutat de Sioux City, on es troba la catedral de l'Epifania.
El territori s'estén sobre 37.587  km², i està dividit en 111 parròquies.

## Història
La diòcesi de Sioux City va ser establerta mitjançant el breu Quae catholico nomini del Papa Lleó XIII del 15 de gener de 1902, per la separació de 24 comtats al nord-oest d'Iowa, prenent el territori de l'arxidiòcesi de Dubuque. En el moment de la seva creació, la diòcesi de Sioux City tenia uns 50.000 fidels.
El Papa Lleó XIII va nomenar l'irlandès Philip J. Garrigan, un sacerdot de la diòcesi de Springfield, Massachusetts, com a primer bisbe de Sioux City. En el moment del seu nomenament Garrigan ocupava el càrrec de vicerector de la Universitat Catòlica d'Amèrica a Washington, DC.
Després de la seva instal·lació a Sioux City el 18 de juny de 1902, el bisbe Garrigan nomenà l'església de Santa Maria a Sioux City com l'Església Catedral de la diòcesi. Amb el permís de la Santa Seu li va canviar el nom pel de Catedral de l'Epifania. El bisbe Garrigan realitzà una extensa visita de totes les parròquies de la diòcesi. Quan la seva salut va disminuir cap a finals de 1918 va demanar al Papa Benet XV un auxiliar o un coadjutor; el Papa va nomenar l'irlandès Edmond Heelan com a bisbe auxiliar, ordenat sacerdot per l'arquebisbat de Dubuque. Després de la seva consagració Bisbe Heelan va ser nomenat rector de la Catedral de l'Epifania i després de la mort del bisbe Garriganel 14 d'octubre de 1919, el bisbe Heelan va ser designat com el segon bisbe de Sioux City.
Durant els gairebé 30 anys de pontificat del bisbe Heelan, hi va haver un moment de depressió econòmica, a partir de la descomposició de l'economia agrícola a la dècada de 1920, i continuant a través de la Gran Depressió mundial de la dècada de 1930. El seu mandat inclou el període de la Segona Guerra Mundial. Durant aquest temps l'educació catòlica es va estendre a la diòcesi, i la legislació va ser promulgada per tres Sínodes Diocesans.
El 1946 el bisbe Heelan va informar el Papa Pius XII que la seva salut estava declinant. El Papa va enviar llavors el bisbe Thomas L. Noa de Grand Rapids, Michigan, per ser Bisbe Coadjutor de Sioux City amb el dret de successió. Un any més tard, quan la diòcesi de Marquette quedà vacant, el bisbe Noa va ser traslladat a la diòcesi i el Papa va nomenar bisbe a Josep M. Mueller, de la diòcesi de Belleville, per ser coadjutor amb dret de successió. Des del moment de la mort del bisbe Heelanel 20 de setembre de 1948, fins al retir del bisbe Mueller el 8 de desembre de 1970, es portà a terme un programa d'expansió de les activitats diocesanes. Es construïren noves escoles, esglésies i altres instal·lacions parroquials, i les escoles existents eren consolidades, augmentant la seva capacitat.
Després de la renúncia del bisbe Mueller del servei actiu el desembre de 1970, el Papa Pau VI va nomenar com el seu successor Frank H. Greteman, que havia servit durant més de cinc anys com a bisbe auxiliar, sent el primer sacerdot nadiu de la diòcesi a ser nomenat bisbe. Va morir el 21 de març de 1987. Durant el seu episcopat les escoles catòliques de la diòcesi es van mantenir i van augmentar les matrícules.
El 25 de gener de 1983, el Papa Joan Pau II va acceptar la renúncia del bisbe Greteman com ordinari i el va nomenar administrador apostòlic. El 15 de juny de 1983, Joan Pau va nomenar Lawrence D. Soens, rector de la parròquia de Santa Maria, Clinton, com el cinquè ordinari de la diòcesi de Sioux City. La seva ordenació i la instal·lació es va celebrar 17 d'agost de 1983, a la Catedral de l'Epifania. Durant el seu període de tinença es realitzaren programes inclosos Ministeri 2000, Fons de Retir dels Sacerdots, els programes del ministeri de joves, els Premis de Pastoral Juvenil Bisbe Soens, i les Comissions Pastorals i finances es van establir o ampliar.
El 19 d'agost de 1997, es va anunciar que Joan Pau havia nomenat a Daniel N. DiNardo, rector de l'església de Sant Joan i Sant Pau, Franklin Park, Pennsilvània, per ser coadjutor amb dret a successió. La seva ordenació va ser celebrada el 7 d'octubre de 1997 a l'església de la Nativitat de Nostre Senyor Jesucrist. La jubilació del bisbe Soens va ser efectiva a partir del 28 de novembre de 1998 i el Bisbe DiNardo el va succeir com a bisbe de Sioux City en la mateixa data. El 2004 el bisbe DiNardo es va convertir el bisbe coadjutor de la diòcesi de Galveston-Houston, a Texas. En aquest moment, la Diòcesi de Sioux City es va convertir en una seu vacant; Mons.Roger Agustí va ser nomenat administrador diocesà.
El 10 de novembre de 2005, es va anunciar que el Papa Benet XVI havia nomenat a R. Walker Nickless de Denver com el setè bisbe de la diòcesi. La seva ordenació episcopal va tenir lloc el 20 de gener de 2006 a l'església de la Nativitat de Nostre Senyor Jesús Crist a Sioux City.
El 23 de novembre de 2015, el bisbe R. Walker Nickless va concedir la creació de l'Institut Ministeri de Crist Servidor com una institució catòlica. A la carta de concessió a l'Institut la possibilitat de citar-secom a catòlic, el bisbe R. Walker Nickless va declarar: «Vull oferir el meu suport i recolzament per a l'Institut Ministeri de Crist Servidor que forma part de la Universitat BriarCliff ... Els seus esforços en formar líders que siguin capaços de fidelitat i eficàcia ministre del ramat del Senyor arriba en un moment important en la nostra Església a mesura que busquem noves formes d'evangelitzar al poble de Déu.» Brandon Harvey és el fundador de l'Institut de Ministeri.

## Cronologia episcopal
- Philip Joseph Garrigan † (21 de març de 1902 - 14 d'octubre de 1919 mort)
- Edmond Heelan † (8 de març de 1920 - 20 de setembre de 1948 mort)
- Joseph Maximilian Mueller † (20 de setembre de 1948 - 20 d'octubre de 1970 jubilat)
- Frank Henry Greteman † (15 d'octubre de 1970 - 17 d'agost de 1983 jubilat)
- Lawrence Donald Soens (15 de juny de 1983 - 28 de novembre de 1998 renuncià)
- Daniel Nicholas DiNardo (28 de novembre de 1998 - 16 de gener de 2004 nomenat bisbe coadjutor de Galveston-Houston)
- Ralph Walker Nickless, des del 10 de novembre de 2005

## Estadístiques
A finals del 2014, la diòcesi tenia 100.300 batejats sobre una població de 502.800 persones, equivalent al 19,9% del total.
| any  | població | població | població | sacerdots | sacerdots       | sacerdots       | sacerdots             | diaques | religiosos | religiosos | parròquies |
| ---- | -------- | -------- | -------- | --------- | --------------- | --------------- | --------------------- | ------- | ---------- | ---------- | ---------- |
| any  | batejats | total    | %        | total     | clergat secular | clergat regular | batejats por sacerdot | diaques | homes      | dones      |            |
| 1950 | 83.392   | 556.224  | 15,0     | 185       | 170             | 15              | 450                   |         | 23         | 202        | 148        |
| 1966 | 106.738  | 544.019  | 19,6     | 226       | 222             | 4               | 472                   |         | 2          | 664        | 141        |
| 1970 | 108.093  | 512.883  | 21,1     | 224       | 215             | 9               | 482                   |         | 10         | 502        | 140        |
| 1976 | 111.539  | 519.639  | 21,5     | 207       | 200             | 7               | 538                   |         | 8          | 408        | 139        |
| 1980 | 115.000  | 534.000  | 21,5     | 192       | 185             | 7               | 598                   | 4       | 8          | 333        | 140        |
| 1990 | 101.770  | 482.200  | 21,1     | 173       | 172             | 1               | 588                   | 32      | 1          | 121        | 135        |
| 1999 | 83.779   | 472.957  | 17,7     | 171       | 171             |                 | 489                   | 36      |            | 103        | 116        |
| 2000 | 96.361   | 473.861  | 20,3     | 160       | 160             |                 | 602                   | 38      |            | 99         | 124        |
| 2001 | 97.413   | 468.549  | 20,8     | 161       | 160             | 1               | 605                   | 37      | 1          | 96         | 124        |
| 2002 | 96.899   | 474.494  | 20,4     | 157       | 156             | 1               | 617                   | 37      | 1          | 94         | 124        |
| 2003 | 94.480   | 468.549  | 20,2     | 150       | 149             | 1               | 629                   | 37      | 1          | 85         | 124        |
| 2004 | 94.186   | 468.549  | 20,1     | 150       | 147             | 3               | 627                   | 36      | 3          | 83         | 124        |
| 2010 | 94.821   | 488.000  | 19,4     | 132       | 131             | 1               | 718                   | 37      | 1          | 64         | 113        |
| 2014 | 100.300  | 502.800  | 19,9     | 121       | 121             |                 | 828                   | 42      |            | 61         | 111        |